# فهرست ستاره‌شناسان
اخترشناسان و اخترفیزیک‌دانان و کیهان شناسان نامدار شامل:

## آ
- آگریپا
- آندرونیکوس
- آنتونیودی، ای‌جنی میشل (یونان، فرانسه، ۱۸۷۰ - ۱۹۴۴)
- آریستارخوس (یونان، تقریباً ۳۱۰ ق.م. - تقریباً ۲۳۰ ق.م.)
- آریاب‌هاتا (۴۷۶ - ۵۵۰)

## ا
- ابومعشر، جعفر
- احمد دالکی
- ادینگتون، آرتور
- مجید قنادی[نیازمند منبع]
- ابن هیثم
- ابوسهل بیژن کوهی

## ب
- باول، ادوارد
- بتّانی، محمد
- براهه، تیکو
- بطلمیوس، کلاودیوس
- بیرونی، محمد

## ح
حسن صادقی گلوجه

## خ
- خیام، عمر

## ر
- رضایی، رحیم

## ز
- زرقالی، ابراهیم

## س
```
ساگان، کارل ادوارد
 (۱۹۳۴ - ۱۹۹۶)
```

## ش
- شپلی، هارلو (۱۸۸۵ - ۱۹۷۲)

## ص
- صوفی، عبدالرحمن

## ف
- فَرغانی، احمد
- فریدمن، وندی

## ک
- کاسینی، جوانی دومینکو
- کاشانی، غیاث الدین جمشید
- کپلر، یوهانس
- کوپرنیک، نیکلاس
- کیرک‌وود، دانیل (۱۸۱۴ - ۱۸۹۵)

## گ
- گالیله، گالیلئو

## ل
- لیویت، سوان هنریتا

## م
- منصوری، رضا
- مونارد، برتو

## ه
- هابل، ادوین
- هرشل، ویلیام